# La Victoria (Boyacá)

Localização de La Victoria no departamento de Boyacá.

La Victoria é um município no departamento de Boyacá, na Colômbia.